# Yūko Ōshima
Yūko Ōshima (大島 優子?, Ōshima Yūko; Mibu, 17 ottobre 1988) è un'attrice, cantante e modella giapponese.
Ha fatto parte dal 2006 al 2014 del gruppo idol delle AKB48, delle quali è stata una delle componenti più rappresentative, essendo stata capitano del Team K e avendo vinto per due volte le elezioni come membro più popolare tra i fan. Fa inoltre parte del gruppo Not yet, sub-unit delle AKB48.

## Biografia

### Gli esordi e primi anni con le AKB48
Yūko Ōshima nasce a Mibu, distretto di Shimotsuga, nella prefettura di Tochigi, in Giappone, mentre sua madre è originaria di Hokkaidō. Le sue prime apparizioni nel mondo dello spettacolo risalgono al 1996 quando, spronata dalla madre, partecipa a un provino dell'agenzia di talenti Central Kodomo Gekidan, venendo scritturata come attrice bambina e partecipando alle riprese del dorama della TBS Hiyoko-tachi no tenshi. Nel 2005 entra a far parte del gruppo junior idol Doll's Vox, breve progetto ideato e prodotto dal front-man degli Alfee Toshihiko Takamizawa, mentre nel 2006 partecipa alla seconda audizione indetta dal gruppo idol delle AKB48, prodotto da Yasushi Akimoto, venendo scelta insieme ad altre diciassette ragazze per formare il Team K. Debutta con quest'ultimo nell'ottobre dello stesso anno con il singolo Aitakatta.
Nel 2007 ottiene il suo primo ruolo da seiyū, doppiando il personaggio di Rinne nell'OAV Ice, e il suo primo ruolo da protagonista nel film Densen uta di Masato Harada. Nel 2008 torna davanti alla cinepresa recitando nel dorama della TBS Bengoshi Ichinose Rinko mentre nel 2009 è protagonista del film j-horror Teketeke, diretto da Kōji Shiraishi. Nell'aprile dello stesso anno è costretta a sospendere momentaneamente le attività con le AKB48 per sottoporsi a un'operazione chirurgica alla gola; ripresasi, torna a esibirsi col gruppo negli ultimi giorni del mese, evitando tuttavia di utilizzare la voce e limitando le attività al ballo per tutta la durata della riabilitazione. Sempre nel 2009 viene eletta dai fan secondo membro più popolare tra tutte le ragazze delle AKB48 attraverso il caratteristico sistema a elezioni che contraddistingue il gruppo, piazzandosi alle spalle di Atsuko Maeda.

### Le vittorie nelle "elezioni" e la "graduation"

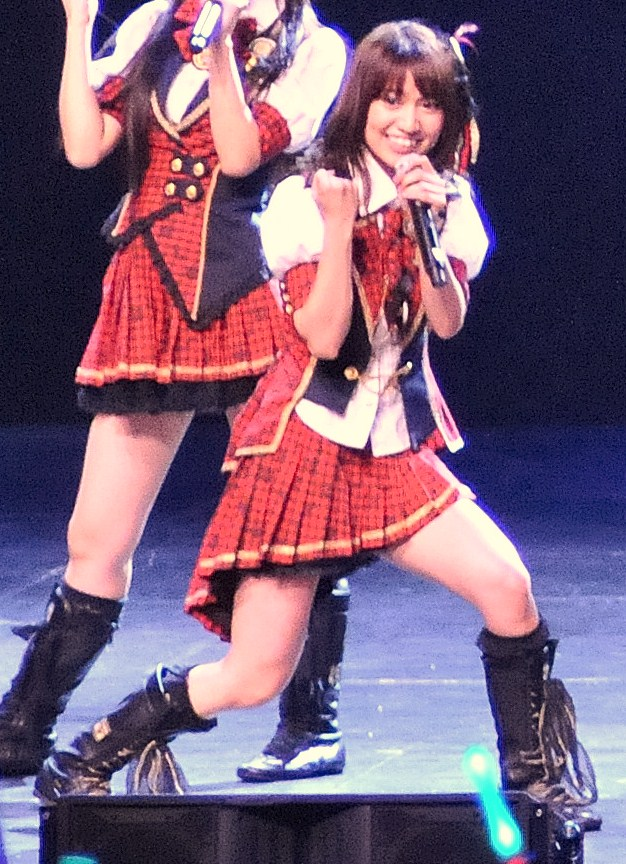
Ōshima nel 2010

Da gennaio a marzo 2010 Ōshima compare insieme ad altre componenti delle AKB48 nel dorama della TV Tokyo Majisuka Gakuen mentre in estate riceve per la prima volta il maggior numero di voti nelle elezioni annuali, aggiudicandosi così la posizione di "center" (ovvero il membro che sta al centro del palco durante l'esecuzione del brano e della coreografia associata) per il singolo Heavy Rotation. Conclude l'anno recitando nel dorama della TV Asahi Rei nōryoku-sha oda girikyōko no uso. Nel gennaio 2011 viene annunciata la formazione di una sub-unit delle AKB48, le Not yet, in cui entrano a far parte Rino Sashihara, Yui Yokoyama, Rie Kitahara e la stessa Ōshima; contestualmente viene annunciata la data di uscita del primo singolo, Shūmatsu Not yet, pubblicato nel marzo successivo. Ōshima viene selezionata inoltre come membro del "Team pichi-pichi NHK" insieme ad altre sette componenti delle AKB48 per promuovere l'omonimo programma televisivo della NHK. Nelle elezioni del 2011 si piazza un'altra volta seconda, di nuovo alle spalle di Maeda, mentre ottiene il ruolo di una delle tre protagoniste nel dorama The Reason I Can't Find My Love, in onda dall'ottobre al dicembre 2011 sulla Fuji TV. A fine anno risulta essere il personaggio televisivo femminile con il maggior numero di contratti pubblicitari all'attivo, con apparizioni in diciannove diversi spot televisivi durante tutto il 2011.
Nel 2012 recita nel dorama Kaeru no ōjo-sama della Fuji TV e presta la voce al personaggio di Merida nella versione giapponese del film Disney Ribelle - The Brave, mentre nelle elezioni annuali delle AKB48 risulta essere nuovamente la più votata dai fan; di conseguenza il gruppo il 29 agosto pubblica il singolo Gingham Check con Ōshima in qualità di "center". Durante il concerto al Tokyo Dome del 24 agosto viene nominata capitano del Team K. Ōshima viene scelta come "center" anche per il singolo successivo Uza, insieme a Jurina Matsui.
Nel 2013 ottiene il ruolo di co-protagonista nel dorama Ando Lloyd: A.I. knows Love? della TBS, mentre nelle elezioni si piazza seconda alle spalle di Rino Sashihara. Il 31 dicembre, durante la trasmissione Kōhaku uta gassen, Ōshima annuncia di voler lasciare le AKB48 così da potersi concentrare sulla carriera di attrice. Il concerto di addio, inizialmente previsto allo Stadio Olimpico di Tokyo per marzo 2014, viene posticipato all'8 giugno e spostato al Tokyo Stadium a causa delle cattive condizioni ambientali. Nella nuova location il concerto si svolge regolarmente, davanti a una folla di 70 000 spettatori. Il giorno dopo, Ōshima si esibisce per l'ultima volta col gruppo all'AKB48 Theatre di Akihabara.

## Filmografia

### Cinema
- Senrigan (千里眼?), regia di Manabu Asō (2000)
- Ice, regia di Makoto Kobayashi (2007)
- Densen uta (伝染歌?), regia di Masato Harada (2007)
- The Cherry Orchard: Blossoming (櫻の園?, Sakura no sono), regia di Shun Nakahara (2008)
- Teketeke (テケテケ?), regia di Kōji Shiraishi (2009)
- Teketeke 2 (テケテケ2?), regia di Kōji Shiraishi (2009)
- Gin'iro no ame (銀色の雨?), regia di Takayuki Suzui (2009)
- Shibuya (渋谷?), regia di Shin'ichi Nishitani (2010)
- Sweet Little Lies (スイートリトルライズ?, Suīto ritoru raizu), regia di Hitoshi Yazaki (2010)
- Sankaku (さんかく?), regia di Keisuke Yoshida (2010)
- Documentary of AKB48: To Be Continued, regia di Yuri Kanchiku - documentario (2011)
- Documentary of AKB48: Show Must Go On, regia di Eiki Takahashi - documentario (2012)
- Ribelle - The Brave (Brave), regia di Mark Andrews e Brenda Chapman (2012) - voce di Merida
- Yamikin Ushijima-kun (闇金 ウシジマくん?), regia di Masatoshi Yamaguchi (2012)
- Documentary of AKB48: No Flower Without Rain, regia di Eiki Takahashi - documentario (2013)
- Spec: Kurōzu (SPEC〜結〜?), regia di Yukihiko Tsutsumi (2013)
- Documentary of AKB48: The Time Has Come, regia di Eiki Takahashi - documentario (2014)
- Pale Moon (紙の月?, Kami no tsuki), regia di Daihachi Yoshida (2014)
- Sore ike! Anpanman: Mīja to mahō no lamp (それいけ!アンパンマン ミージャと魔法のランプ?, Sore ike! Anpanman: Mīja to mahō no ranpu), regia di Hiroyuki Yano (2015)
- Romance (ロマンス?, Romansu), regia di Yuki Tanada (2015)
- Sanada jūyūshi (真田十勇士?), regia di Yukihiko Tsutsumi (2016)

### Serie televisive
- Hiyoko-tachi no tenshi (ひよこたちの天使?) (TBS, 1996)
- Love no okurimono (ラブの贈りもの?) (TBS, 1996)
- Virgin Road (バージンロード?) (Fuji TV, 1997)
- DxD (NTV, 1997)
- Denji sentai Megaranger (電磁戦隊メガレンジャー?), episodio 40 (TV Asahi, 1997-1998)
- Love and Peace (ラブアンドピース?, Rabu ando pīsu) (NTV, 1998)
- Sen'nen'ōkoku III Jūshi Vanny Knights (千年王国III銃士ヴァニーナイツ?), episodio 2 (TV Asahi, 1999)
- Rasen (らせん?), episodi 6-7 (Fuji TV, 1999)
- Antique Cake Store (アンティーク 〜西洋骨董洋菓子店〜?), episodio 4 (Fuji TV, 2001)
- Tōkyō niwatsuki ikko date (東京庭付き一戸建て?) (NTV, 2002)
- Mystery gekijō Ōkami-onna no komori-uta (ミステリー劇場 狼女の子守唄?) (TBS, 2002)
- Hontō ni atta kowai anashi (ほんとにあった怖い話?) (Fuji TV, 2004)
- Kyōto kui dōraku! Furuhon'ya tantei mystery 2 (京都食い道楽!古本屋探偵ミステリー2?) (Fuji TV, 2004)
- Kiken na aneki (危険なアネキ?), episodio 3 (Fuji TV, 2005)
- Akujo no isshō: Shibai to kekkon shita joyū Sugimura Haruko no shōgai (悪女の一生～芝居と結婚した女優・杉村春子の生涯～?) (Fuji TV, 2005)
- Shiori to shimiko no kaigi jikenbo (栞と紙魚子の怪奇事件簿?), episodi 12-13 (NTV, 2008)
- Bengoshi Ichinose Rinko (弁護士 一之瀬凛子?) (TBS, 2008-2010)
- Cat Street (キャットストリート?), episodi 2-3-4 (NHK, 2008)
- Café kichijōji de (Café吉祥寺で?), episodi 8-9-10 (TV Tokyo, 2008)
- Ware wa Gogh ni naru! (我はゴッホになる!?) (Fuji TV, 2008)
- Sangi in giin Kōho Mami (参議院候補マミ?) (TBS, 2008)
- Kaze ni maiagaru Vinyl Sheet (風に舞いあがるビニールシート?) (NHK, 2009)
- Majisuka Gakuen (マジすか学園?) (TV Tokyo, 2010)
- Angel Bank - Tenshoku dairinin (エンゼルバンク〜転職代理人?) (TV Asahi, 2010)
- Sandaime kogorō akechi (三代目明智小五郎?), episodio 4 (TBS, 2010)
- Rei nōryoku-sha oda girikyōko no uso (霊能力者 小田霧響子の嘘?) (TV Asahi, 2010)
- Majisuka Gakuen 2 (マジスカ学園2?), 6 episodi (TV Tokyo, 2011)
- The Reason I Can't Find My Love (私が恋愛できない理由?, Watashi ga ren'ai dekinai riyū) (Fuji TV, 2011)
- Burakkubōdo: Jidai to tatakatta kyōshi-tachi - Dai 1 yoru (ブラックボード〜時代と戦った教師たち〜 第1夜?) (TBS, 2012)
- Kaeru no ōjo-sama (カエルの王女さま?) (Fuji TV, 2012)
- Galileo (ガリレオ?), episodio 2x3 (Fuji TV, 2013)
- Andō Lloyd: A.I. knows Love? (安堂ロイド〜A.I. knows LOVE?〜?) (TBS, 2013)
- Zeni no sensō (銭の戦争?) (Fuji TV, 2015)
- Yamegoku: Yakuza yamete itadakimasu (ヤメゴク〜ヤクザやめて頂きます〜?) (TBS, 2015)
- Majisuka Gakuen 5 (マジスカ学園5?), episodio 2 (NTV, 2015)
- Shichinin no hisho (2020)

### Teatro
- No.9 fumetsu no senritsu (No.9 不滅の旋律?), regia di Akira Shirai (2016)

## Discografia

### Con le AKB48

#### Album
- 2008 - Set List: Greatest Songs 2006–2007
- 2010 - Kamikyokutachi
- 2011 - Koko ni ita koto
- 2012 - 1830m
- 2013 - Tsugi no ashiato

#### Singoli
Ōshima ha cantato in tutti i singoli delle AKB48 da Aitakatta a Labrador retriever (suo ultimo singolo col gruppo) e per cinque volte nella posizione di "center" nei singoli Heavy Rotation, Gingham Check, Uza, Sayōnara crawl e Mae shika mukanee. Ha inoltre cantato quasi sempre nelle title track, fatta eccezione per i singoli Chance no Junban, Eien pressure, Suzukake no ki no michi de "Kimi no hohoemi o yume ni miru" to itte shimattara bokutachi no kankei wa dō kawatte shimau no ka, bokunari ni nan-nichi ka kangaeta ue de no yaya kihazukashii ketsuron no yō na mono e Labrador retriever.
- 2006 - Aitakatta (Debutta col Team K)
- 2007 - Seifuku ga jama o suru
- 2007 - Keibetsu shiteita aijō
- 2007 - Bingo!
- 2007 - Boku no taiyō
- 2007 - Yūhi o miteiru ka?
- 2008 - Romance, irane
- 2008 - Sakura no hanabiratachi 2008
- 2008 - Baby! Baby! Baby!
- 2008 - Ōgoe diamond
- 2009 - 10nen zakura (Canta anche in Sakurairo no sora no shita de)
- 2009 - Namida surprise!
- 2009 - Iiwake Maybe (2º posto nelle elezioni del 2009)
- 2009 - River
- 2010 - Sakura no shiori (Canta anche in Majisuka rock'n'roll)
- 2010 - Ponytail to shushu (Canta anche in Majijō teppen blues)
- 2010 - Heavy Rotation ("Center" per via del 1º posto nelle elezioni del 2010; canta anche in Yasai sisters e Lucky seven)
- 2010 - Beginner

- 2010 - Chance no Junban (Non canta nella title track; le partecipanti al singolo furono scelte in base ai risultati del torneo di morra cinese[40]; canta in Yoyakushita Christmas e Alive)
- 2011 - Sakura no ki ni narō
- 2011 - Dareka no tame ni (What Can I Do for Someone?)
- 2011 - Everyday, Katyusha (Canta anche in Korekara Wonderland e Yankee Soul)
- 2011 - Flying Get (2º posto nelle elezioni del 2011; canta anche in Seishun to kizukanai mama, in Yasai uranai e in Ice no kuchizuke)
- 2011 -	Kaze wa fuiteiru
- 2011 - Ue kara Mariko (Non canta nella title track; le partecipanti al singolo furono scelte in base ai risultati del torneo di morra cinese[41][42]; canta in Noël no yoru e in Zero-sum taiyō)
- 2012 - Give Me Five! (Suona anche il basso[43]; canta anche in Sweet & Bitter)
- 2012 - Manatsu no Sounds Good! (Canta anche in Chōdai, darling! e Kimi no tame ni boku wa...)
- 2012 - Gingham Check ("Center" per via del 1º posto nelle elezioni del 2012; canta anche in Yume no kawa)

- 2012 - Uza ("Center"; canta anche in Scrap & Build)
- 2012 - Eien pressure (Non canta nella title track; le partecipanti al singolo furono scelte in base ai risultati del torneo di morra cinese; canta in Totteoki Christmas e Eien yori tsuzuku yō ni)
- 2013 - So Long! (Canta anche in Yūhi Marie)
- 2013 - Sayōnara crawl ("Center"[44]; canta anche in How come?)
- 2013 - Koisuru Fortune Cookie (2º posto nelle elezioni del 2013; canta anche in Namida no sei janai e Saigo no door)
- 2013 - Heart ereki (Canta anche in Sasameyuki regret)
- 2014 - Suzukake no ki no michi de "Kimi no hohoemi o yume ni miru" to itte shimattara bokutachi no kankei wa dō kawatte shimau no ka, bokunari ni nan-nichi ka kangaeta ue de no yaya kihazukashii ketsuron no yō na mono (Non canta nella title track; le partecipanti al singolo furono scelte in base ai risultati del torneo di morra cinese; canta in Mosh & Dive e Party is over)
- 2014 - Mae shika mukanee ("Center"[45])
- 2014 - Labrador Retriever (Non canta nella title track; canta in Kyō made no melody che è anche la sua "graduation song"[46])

### Con le Not yet

#### Album
- 2014 – Already

#### Singoli
- 2011 – Shūmatsu Not yet
- 2011 – Naminori kakigōri
- 2011 – Perapera perao
- 2012 – Suika baby
- 2013 – Hirihiri no hana

## Televisione
- AKBingo! (NTV, dal 2008-2014)
- AKB48 nemōsu terebi (AKB48ネ申テレビ?) (Family Gekijō, 2008-2014, stagioni 1-6, 13-14)
- Shūkan AKB (週刊AKB?) (TV Tokyo, 2009-2012)
- AKB to xx! (AKBと××!?) (Yomiuri TV, 2010-2014)
- AKB grade gourmet stadium (AKB-級グルメスタジアム?) (Foodies TV, 2010-2011)
- Naruhodo! High school (なるほど!ハイスクール?) (NTV, 2011-2012)
- Sekai de dare mo mita koto ga nai taiketsu Show hoko x tate (世界で誰も見たことがない対決SHOW ほこ×たて?) (Fuji TV, 2011-2013, ospite regolare)
- AKB48 konto "Bimyō" (AKB48コント「びみょ〜」?) (Hikari TV, 2011-2012)
- Yonpara Future game battle (ヨンパラ FUTUREゲームバトル?) (TBS, 2011-2012)
- Bimyō na tobira AKB48 no gachichare (びみょ〜な扉 AKB48のガチチャレ?) (Hikari TV, 2012)
- AKB48 konto "Nani mo soko made..." (AKB48コント「何もそこまで…」?) (Hikari TV, 2013-2014)
- AKB48 Show! (NHK, 2013-2014)
- Woman on the Planet (NTV, 2014-2015, conduttrice con Hiroiki Ariyoshi)

## Photobook
- Syūmei Araki, Charm, con Honami Tajima, 2001, ISBN 4-88302-628-0.
- Megumi Seki, Kagayaku Kimochi, Bunka-sya, 2003, ISBN 4-8211-2576-5.
- Megumi Seki, Yūrari Yūko, Take Shobō, 2008, ISBN 978-4-8124-3693-6.
- Yūko no Arienai Nichijō, Wani Books, 2009, ISBN 978-4-8470-4208-9.
- Yūko Ōshima L.A. Kimi wa dare no mono?, 2010, ISBN 978-4-334-90175-2.
- Yūko, Kōdansha, 2011, ISBN 978-4-06-389573-5.
- Nugiyagare! Ōshima Yūko shashin shū, foto di Mika Ninagawa, 2014, ISBN 978-4-344-02628-5.

## Premi e riconoscimenti
| Anno | Premio                         | Categoria                                              | Nominato                            | Risultato       |
| ---- | ------------------------------ | ------------------------------------------------------ | ----------------------------------- | --------------- |
| 2013 | Awards of the Japanese Academy | Attore più popolare                                    | Yamikin Ushijima-kun                | Vincitore/trice |
| 2014 | Hōchi Film Award               | Migliore attrice non protagonista                      | Pale Moon                           | Vincitore/trice |
| 2015 | Yokohama Film Festival         | Migliore attrice non protagonista                      | Pale Moon                           | Vincitore/trice |
| 2015 | Mainichi Film Concours         | Migliore attrice non protagonista                      | Pale Moon                           | Candidato/a     |
| 2015 | Blue Ribbon Awards             | Migliore attrice non protagonista                      | Pale Moon                           | Candidato/a     |
| 2015 | Tokyo Sports Film Award        | Migliore attrice non protagonista                      | Pale Moon                           | Vincitore/trice |
| 2015 | Awards of the Japanese Academy | Migliore attrice non protagonista                      | Pale Moon                           | Candidato/a     |
| 2015 | Awards of the Japanese Academy | Excellent Award alle migliori attrici non protagoniste | Pale Moon                           | Vincitore/trice |
| 2015 | Drama Academy Awards           | Miglior attrice protagonista                           | Yamegoku: Yakuza yamete itadakimasu | Vincitore/trice |